# Liste der Bodendenkmäler in Wuppertal
In der Liste der Bodendenkmäler in Wuppertal sind Bodendenkmäler der nordrhein-westfälischen Stadt Wuppertal aufgelistet. Bis 2013 wurden 40 Strukturen als Bodendenkmäler klassifiziert.
Im zweiten Teil der Liste sind Bodendenkmäler aufgelistet, die zurzeit in Bearbeitung sind. Oder aber noch nicht auf der Webpräsenz der Stadt Wuppertal als Bodendenkmäler veröffentlicht sind.

## Auszug aus der Denkmalliste

### Eingetragene ortsfeste Bodendenkmäler
| Bild           | Bezeichnung | Lage | Beschreibung |  | Eingetragen seit   | Denkmal- nummer |
| -------------- | --- | --- | --- |  | ------------------ | --------------- |
| weitere Bilder | Mittelalterliche Landwehr: Beyenburg, östlich Marscheid                                                                              | Gemarkung Beyenburg Flur/Flurstück 12/240 / 540/239                                                                                          | Mittelalterliche Landwehr Beyenburg, östlich Marscheid (siehe Bergische Landwehr)                                                                                       |  | 25. Februar 1991   | B001            |
| weitere Bilder | Mittelalterliche Landwehr in den Barmer Anlagen Lönsstraße / Barmer Anlagen                                                          | Gemarkung Barmen Flur/Flurstück 209 / 3/3 | Mittelalterliche Landwehr in den Barmer Anlagen Lönsstraße / Barmer Anlagen (siehe Bergische Landwehr)                                                                  |  | 3. Dezember 1990   | B002            |
| weitere Bilder | Elberfeld: Burg, Siedlungund Stadt Elberfeld                                                                                         | Gemarkung Elberfeld Karte | Mittelalterliche Siedlung Elberfeld (siehe Burg Elberfeld) |  | 3. Dezember 1990   | B003 Wikidata   |
| weitere Bilder | Abschnittsbefestigung Cronenberg / Burgholz                                                                                          | Gemarkung Cronenberg Flur/Flurstück 1/131 Karte                                                                                              | Ringwallanlage Burggraben im Staatsforst Burgholz |  | 21. Februar 1991   | B004 Wikidata   |
| weitere Bilder | Grundmauern der ehemaligen Synagoge Elberfeld Genügsamkeitstraße                                                                     | Gemarkung Elberfeld Flur/Flurstück 348 / 77 Karte                                                                                            | Grundmauern der ehemaligen Synagoge Elberfeld Genügsamkeitstraße |  | 30. Oktober 1989   | B005 Wikidata   |
| weitere Bilder | Alte reformierte Kirche, als Teilbereich der mittelalterlichen Siedlung Elberfeld                                                    | Gemarkung Elberfeld Flur 158, Flurstücke 152, 138, 172 Karte                                                                                 | Alte reformierte Kirche, als Teilbereich der mittelalterlichen Siedlung Elberfeld                                                                                       |  | 15. Oktober 2002   | B006 Wikidata   |
| weitere Bilder | Hammerwerk, Teich, Obergraben Gelpetal, Hordenbachshammer                                                                            | Gemarkung Ronsdorf Flur 9, Flurstück 425, 426, 427, 451/halb, 175/96                                                                         | Hammerwerk, Teich, Obergraben im Gelpetal: Hordenbachshammer |  | 30. Januar 1997    | B007            |
| weitere Bilder | Hammerwerk, Stauanlagen, Eishausgraben Gelpetal: Manneshammer/Lüttermannshammer                                                      | Gemarkung Ronsdorf Flur/Flurstück 9/87, 91, 92, 93, 94, 95, 455, 456, 457                                                                    | Hammerwerk, Stauanlagen, Eishausgraben im Gelpetal: Manneshammer/Lüttermanneshammer                                                                                     |  | 16. Januar 1998    | B008            |
| weitere Bilder | Schleifkotten Gelpetal: Tippelskotten                                                                                                | Gemarkung Ronsdorf Flur 9, Flurstück 519, 475, 202/126, 125, 124, 476, 364/76 Karte                                                          | Schleifkotten im Gelpetal: Tippelskotten |  | 3. Februar 1997    | B009 Wikidata   |
| weitere Bilder | Hahnerberg / Jasperskotten (ehemaliger Schleifkotten) Gelpetal                                                                       | Gemarkung Ronsdorf Flur/Flurstück 9/441 Karte                                                                                                | Schleifkotten im Gelpetal: Jasperskotten |  | 20. Dezember 1995  | B010 Wikidata   |
| weitere Bilder | Hammerwerk Im Saalscheid: Käshammer                                                                                                  | Gemarkung Ronsdorf / Cronenberg Ronsdorf: Flur 9, Flurstück 496, 373/76, 374/116, 438, 439, 230/108 Cronenberg: Flur 4, Flurstück 3092 Karte | Hammerwerk Im Saalscheid: Käshammer |  | 15. April 1997     | B011 Wikidata   |
| weitere Bilder | Hammerwerk Gelpetal: Büngershammer                                                                                                   | Gemarkung Cronenberg Flur 4, Flurstücke 460, 542, 1238/541, 1239/541                                                                         | Hammerwerk im Gelpetal: Büngershammer |  | 5. März 1998       | B012            |
| weitere Bilder | Hammerwerk Gelpetal: Friedrichshammer                                                                                                | Gemarkung Cronenberg Flur 4, Flurstücke 460, 542, 1238/541, 1239/541                                                                         | Hammerwerk im Gelpetal: Friedrichshammer |  | 18. Oktober 1994   | B013            |
| weitere Bilder | Hammerwerk – Hammerteich, Eishaus, Ober- und Untergraben Gelpetal – Hundsschüppe                                                     | Gemarkung Ronsdorf Flur 9, Flurstücke 103, 104, 420, 421, 422, 430, 505 Karte                                                                | Hammerwerk – Hammerteich, Eishaus, Ober- und Untergraben Gelpetal: Hundsschüppe                                                                                         |  | 7. Januar 1997     | B014 Wikidata   |
| weitere Bilder | Kalk-Ringofen Dorp | Gemarkung Elberfeld Grundstück Elberfeld, Flur/Flurstück: 443/86 Karte                                                                       | Kalk-Ringofen in Dorp |  | 9. November 1993   | B015            |
| weitere Bilder | Wasserstollen und geologischer Aufschluss Junkersbeck                                                                                | Gemarkung Nächstebreck Flur 415, Flurstücke 121, 209, 210, 211, 212, 213, 218, 224, 225; Flur 416, Flurstücke 2, 55 Karte                    | Wasserstollen und geologischer Aufschluss in der Junkersbeck, nahe am Nächstebrecker Kriegerdenkmal. Der Wasserstollen wurde in den 1870er Jahren gebaut.               |  | 30. November 2000  | B016            |
| weitere Bilder | Industriewüstung: Hammerwerk Kaltenbachtal: Friedrichshammer                                                                         | Gemarkung Cronenberg Flur 10, Flurstücke 2400, 2465, 2467, 2473; Flur 6, Flurstück 4 Karte                                                   | Industriewüstung: Hammerwerk im Kaltenbachtal: Friedrichshammer |  | 30. November 2000  | B017            |
| weitere Bilder | Industriewüstung Kaltenbachtal; ehem. Schleifkotten Kaltenbachtal                                                                    | Gemarkung Cronenberg Flur 10, Flurstücke 1724, 1726, 1727, 1342/327 Karte                                                                    | Industriewüstung im Kaltenbachtal: ehem. Hölterhoffskotten (auch: Tescheskotten)                                                                                        |  | 30. November 2000  | B018            |
| weitere Bilder | Ziegelringofen „Klippe“ | Gemarkung Barmen Flur 72, Flurstück 88 Karte                                                                                                 | Ziegelringofen nördlich der Straße „Klippe“ direkt südlich der Bahngleise                                                                                               |  | 8. Mai 2000        | B019            |
| weitere Bilder | Schacht der ehemaligen Zeche Carl (Zechenwüstung) Parkplatz Galmeistraße                                                             | Langerfeld Parkplatz Galmeistraße Karte | Schacht der ehemaligen Zeche Karl (Zechenwüstung) |  | 5. August 2003     | B020 Wikidata   |
| weitere Bilder | Stollenmundloch und Wasserstollen Thielestraße                                                                                       | Langerfeld Thielestraße Karte | Stollenmundloch und Wasserstollen im Hang hinter den Häusern Thielestraße 17–19                                                                                         |  | 18. September 2003 | B021            |
|                | Verhüttungsplatz und Schlackenhalde bei Schmitteborn                                                                                 | Schmitteborn | Verhüttungsplatz und Schlackenhalde bei Schmitteborn |  | 25. November 2003  | B022            |
| weitere Bilder | mittelalterliches/frühneuzeitliches Landwehrteilstück bei Dorn                                                                       | Ronsdorf Dorn | Mittelalterliches/frühneuzeitliches Landwehrteilstück bei Dorn/Ronsdorf (siehe Bergische Landwehr)                                                                      |  | 21. Juli 2003      | B023            |
| weitere Bilder | Landwehrteilstück bei Wuppertal-Dorn                                                                                                 | Ronsdorf Dorn | Landwehrteilstück bei Wuppertal-Dorn (siehe Bergische Landwehr) |  | 4. Dezember 2003   | B024            |
| weitere Bilder | Hammerwerkswüstung, Hammerteich, Ober- und Untergraben - mittlerer Herbringhauser Hammer am Herbringhauser Bach                      | Herbringhausen Karte | Hammerwerkswüstung, Hammerteich, Ober- und Untergraben am Herbringhauser Bach                                                                                           |  | 4. Dezember 2003   | B025            |
| weitere Bilder | Hammerwerkswüstung, Hammerteich, Ober- und Untergraben – Kottenhammer, Am Marsch Marscheider Bach an der Grenze Ronsdorf/Beyenburg   | Ronsdorf Karte | Hammerwerkswüstung, Hammerteich, Ober- und Untergraben: Kottenhammer am Marscheider Bach an der Grenze Ronsdorf/Beyenburg                                               |  | 11. Dezember 2003  | B026            |
| weitere Bilder | Hammerwerkwüstung, Hammerteich, Ober- und Untergraben – Mottenhammer am Marscheider Bach an der Grenze Ronsdorf/Beyenburg            | Ronsdorf Karte | Hammerwerkwüstung, Hammerteich, Ober- und Untergraben des ehem. Mottenhammers am Marscheider Bach an der Grenze Ronsdorf/Beyenburg                                      |  | 5. Februar 2004    | B027            |
| weitere Bilder | Hammerwüstung, Obergraben, Hammerteich, Kremershammer 1                                                                              | Cronenberg Kremershammer Karte | Hammerwüstung, Obergraben, Hammerteich: Kremershammer 1 |  | 20. März 2006      | B028 Wikidata   |
| weitere Bilder | Hammerwüstung, Obergraben, Hammerteich, Kremershammer 2                                                                              | Cronenberg Kremershammer Karte | Hammerwüstung, Obergraben, Hammerteich, Kremershammer 2 |  | 27. März 2006      | B029            |
| weitere Bilder | Hammerwüstung, Obergraben, Hammerteich „Burgholzhammer“                                                                              | Cronenberg | Hammerwüstung, Obergraben, Hammerteich: Burgholzhammer |  | 10. März 2006      | B030            |
| weitere Bilder | Hammerwüstung, Obergraben, Hammerteich „Burgholzkotten“                                                                              | Cronenberg | Hammerwüstung, Obergraben, Hammerteich: Burgholzkotten |  | 9. März 2006       | B031            |
| weitere Bilder | Hammerwüstung, Obergraben, Hammerteich „Nöllenhammer“                                                                                | Cronenberg Karte | Hammerwüstung, Obergraben, Hammerteich: Nöllenhammer |  | 9. Februar 2006    | B032 Wikidata   |
| weitere Bilder | Hohlwegsystem (westl. der Ortslage Wahlert)                                                                                          | Cronenberg Wahlert | Hohlwegsystem (westl. der Ortslage Wahlert) |  | 27. März 2006      | B033            |
| weitere Bilder | Burgwüstung Burg Beyenburg | Beyenburg Karte | Burgwüstung Burg Beyenburg |  | 22. November 2004  | B034 Wikidata   |
| weitere Bilder | Hohlweg „An der Piep“ | zwischen Vohwinkel und Elberfeld-West Karte                                                                                                  | Hohlweg „An der Piep“ entlang des Waldsaums zwischen An der Bük 47 und Henselweg 40                                                                                     |  | 14. April 2008     | B035            |
| weitere Bilder | Hohlweg – Alte Kohlenstraße – Altstraße                                                                                              | Barmen Karte | Hohlweg – Alte Kohlenstraße – Altstraße |  | 12. Juni 1989      | B036            |
| weitere Bilder | Geologischer Aufschluss – paläontologische Fundstelle an der Uellendahler Str. -oberhalb 269 / Kempers Häuschen (ehem. Flurstück 88) | Gemarkung Elberfeld Flurstück 152 Karte | Paläontologische Fundstelle Wuppertal-Uellendahl (Kempershäuschen) am ehemaligen Kinderheim St. Michael Flurstück wurde nach Mai 2017 mit Mehrfamilienhäusern überbaut. |  | 19. Oktober 2007   | B037            |
| weitere Bilder | Hohlweg, Historische Landstraße Neuland                                                                                              | Ronsdorf Rädchen Karte | Hohlweg, Historische Landstraße Neuland am Westrand des Wäldchens südwestl. des Wohngebiets Mühle. Südl. Rädchen 54 und nördl. Neuland 5 in Remscheid.                  |  | 26. Februar 2009   | B038            |
| weitere Bilder | Marscheid, Steinbruch | Gemarkung Ronsdorf Marscheid, Flur 4, Flurstücke 1308, 2108, 2109 Karte                                                                      | Ringförmige Grabenanlage |  | 18. Juni 2012      | B039            |
| weitere Bilder | Bleicherteiche – die Teiche liegen zwischen den Gebäuden Lönsstr. 21 und 25                                                          | Barmen Oberheidt, gegenüber der Einmündung des Grillparzerwegs in die Lönsstraße Karte                                                       | Bleicherteiche, 1780 angelegt |  | 29. Oktober 2013   | B040            |
|                | Burg, Siedlung und Stadt Elberfeld – Teilbereich 1                                                                                   | Elberfeld | Burg, Siedlung und Stadt Elberfeld – Teilbereich 1 |  |                    | B043            |
| weitere Bilder | Mittelalterlicher und neuzeitlicher Siedlungskern, Kirche und Friedhof Sonnborn                                                      | Sonnborn Karte | Mittelalterlicher und neuzeitlicher Siedlungskern, Kirche und Friedhof Sonnborn                                                                                         |  |                    | B044            |

### Grenznahe Bodendenkmäler
Bodendenkmäler auf der Stadtgrenze zu Remscheid, nur teilweise auf Wuppertaler Stadtgebiet liegend und daher mit Eintrag in der Remscheider Bodendenkmalliste:
| Bild           | Bezeichnung                        | Lage                    | Beschreibung |  | Eingetragen seit | Denkmal- nummer |
| -------------- | ---------------------------------- | ----------------------- | ------------ |  | ---------------- | --------------- |
| weitere Bilder | „Westerhammer“ Hammerwerk          | Ronsdorf Saalbach Karte | Hammerwerk   |  | 29. Oktober 2013 | RS B008         |
| weitere Bilder | „Wolfertshammer“ Hammerwerk, Teich | Ronsdorf Saalbach Karte | Hammerwerk   |  | 29. Oktober 2013 | RS B009         |

### Bodendenkmäler in Bearbeitung
Folgende Objekte werden noch geprüft oder deren Status ist in der Denkmalliste nicht klar ersichtlich.
| Bild | Bezeichnung | Lage       | Beschreibung                               |  | Eingetragen seit | Denkmal- nummer |
| ---- | ----------- | ---------- | ------------------------------------------ |  | ---------------- | --------------- |
|      |             | Ronsdorf   | Wasserleitung an der Kocherstraße/Ronsdorf |  |                  |                 |
|      |             | Cronenberg | Hohlweg im Kaltenbachtal                   |  |                  |                 |

### Ausgetragene Bodendenkmäler
Ausgetragene Bodendenkmäler oder Objekte deren Antrag zurückgezogen wurden.
| Bild | Bezeichnung | Lage                                  | Beschreibung                                         |  | Eingetragen seit | Denkmal- nummer |
| ---- | ----------- | ------------------------------------- | ---------------------------------------------------- |  | ---------------- | --------------- |
| BW   |             | Siebeneick Schevenhofer Weg 103 Karte | Ringförmige Grabenanlage in Schevenhof in Siebeneick |  |                  |                 |

### Vermutete Bodendenkmäler nach § 29 DSchG
| Bild                                                  | Bezeichnung                                                                             | Lage                                    | Beschreibung |  | Eingetragen seit | Denkmal- nummer |
| ----------------------------------------------------- | --------------------------------------------------------------------------------------- | --------------------------------------- | --- |  | ---------------- | --------------- |
|                                                       | Erbschlö: Mittelalterliche bergische Landwehr bei Erbschlö                              | Ronsdorf Erbschlö                       | Mittelalterliche bergische Landwehr bei Erbschlö |  |                  |                 |
|                                                       | Cronenberg: mittelalterlicher und neuzeitlicher Siedlungskern                           | Cronenberg                              | Mittelalterlicher und neuzeitlicher Siedlungskern von Cronenberg |  |                  |                 |
|                                                       | Mesolithische und neolithische Siedlung am Gut Boltenhausen bzw. Quelle „Kleine Düssel“ | Vohwinkel Bolthausen                    | Mesolithische und neolithische Siedlung am Gut Bolthausen oder Haus Bolthausen (im Eintrag als Gut Boltenhausen genannt) bzw. Quelle Kleine Düssel |  |                  |                 |
|                                                       | Rittershausen: historischer Siedlungskern                                               | Oberbarmen                              | Historischer Siedlungskern Rittershausen |  |                  |                 |
| weitere Bilder                                        | Sonnborner Kirche (ev.)                                                                 | Elberfeld-West Karte                    | Hauptkirche Sonnborn, schon als Bodendenkmal B044 („Mittelalterlicher und neuzeitlicher Siedlungskern, Kirche und Friedhof Sonnbor“n) anerkannt. Den Adressen Kirchhofstraße 8 und Sonnborner Straße 62 zugeschrieben. Beide Häuser sind inzwischen abgerissen, dabei gemachte Funde verhindern Neubau. |  |                  |                 |
|                                                       | Wasserleitung                                                                           | unbekannt                               | |  |                  |                 |
|                                                       | Wupperfeld: historischer Siedlungskern                                                  | Barmen                                  | Historischer Siedlungskern Wupperfeld. Auch den Adressen Mommsenstraße (Heckinghausen) und Schnurstraße (Heckinghausen) zugeordnet. |  |                  |                 |
| BW                                                    | Siedlung/Altstadt Elberfeld                                                             | Elberfeld Alte Freiheit 21 Karte        | Siedlung/Altstadt Elberfeld, schon als Bodendenkmal B003 („Elberfeld: Burg, Siedlungund Stadt Elberfeld“) geschützt. Der Adresse Alte Freiheit 21 und Hofaue zugeordnet. |  |                  |                 |
|                                                       | Dickerstraße: historischer Siedlungskern                                                | Barmen Am Diek                          | Historischer Siedlungskern an der Dickerstraße, der heutigen Straße Am Diek |  |                  |                 |
| BW                                                    | Hof Katernberg                                                                          | Elberfeld Aprather Weg Karte            | Hof Katernberg, in der Nähe des Aprather Weges. |  |                  |                 |
| BW                                                    | Rittergut Varresbeck                                                                    | Elberfeld-West Otto-Hausmann-Ring Karte | Das ehemalige Rittergut Varresbeck. |  |                  |                 |
| BW                                                    | Blombach: historischer Siedlungskern                                                    | Ronsdorf Blombach Karte                 | Historischer Siedlungskern Blombach |  |                  |                 |
| BW                                                    | Einern: historischer Siedlungskern                                                      | Oberbarmen Einern Karte                 | Historischer Siedlungskern Einern |  |                  |                 |
| BW                                                    | Erbschlö: historischer Siedlungskern                                                    | Ronsdorf Erbschlö Karte                 | Historischer Siedlungskern Erbschlö |  |                  |                 |
| BW                                                    | Hardthöhle                                                                              | Barmen Gottfried-Gurland-Straße Karte   | Das Großhöhlensystem der Hardthöhlen ist als Naturschutzgebiet W-001 geschützt. Der Adresse Gottfried-Gurland-Straße und Missionsstraße zugeordnet. |  |                  |                 |
| Großsporkert: historischer Siedlungskern Großsporkert | Großsporkert: historischer Siedlungskern Großsporkert                                   | Ronsdorf Großsporkert Karte             | Historischer Siedlungskern Großsporkert |  |                  |                 |
| BW                                                    | Barmer Bergbahnwagen 7                                                                  | Elberfeld-West Hubertusallee 30 Karte   | Der Wagen 7, der Barmer Bergbahn, wurde nach der Stilllegung der Strecke auf dem Spielplatz des Wuppertaler Zoos aufgestellt. Es wird vermutet, dass er bei Umbauarbeiten in einem Erdwall verschüttet worden ist.                                                                                      |  |                  |                 |
| BW                                                    | Barmen-Leimbach: historischer Siedlungskern                                             | Barmen Leimbacher Straße 4 Karte        | Historischer Siedlungskern Leimbach in Barmen. An dem Standort Leimbacher Straße 4 befindet sich heute die Realschule Leimbach |  |                  |                 |
| BW                                                    | Linde: historischer Siedlungskern                                                       | Ronsdorf Linde Karte                    | Historischer Siedlungskern Linde |  |                  |                 |
| BW                                                    | Möddinghofe: historischer Siedlungskern                                                 | Oberbarmen Möddinghofe Karte            | Historischer Siedlungskern Möddinghofe |  |                  |                 |
| BW                                                    | Raunhaus/Im rauen Haus: historischer Siedlungskern                                      | Cronenberg Robert-Lütters-Weg 63 Karte  | Historischer Siedlungskern Rauenhaus (auch Raunhaus oder Im rauen Haus) |  |                  |                 |
| BW                                                    | Kohlfurth: mittelalterliche und neuzeitliche Siedlung                                   | Cronenberg Unterkohlfurth Karte         | Mittelalterliche und neuzeitliche Siedlung Kohlfurth (Im Datenbankeintrag als Kollfurth benannt) |  |                  |                 |